# Kikinda (općina)
Općina Kikinda je jedna od općina u Republici Srbiji. Nalazi se u AP Vojvodini i spada u Sjevernobanatski okrug. Po podacima iz 2004. općina zauzima površinu od 782 km² (od čega na poljoprivrednu površinu otpada 70.594 ha, a na šumsku 214 ha). Centar općine je grad Kikinda. Općina Kikinda se sastoji od 10 naselja. Po podacima iz 2002. godine u općini je živjelo 67.002 stanovnika, a prirodni priraštaj je iznosio -5.7 %. Po podacima iz 2004. broj zaposlenih u općini iznosi 17.371 ljudi. U općini se nalazi 15 osnovnih i 4 srednjih škola.

## Naseljena mjesta
- Banatska Topola
- Banatsko Veliko Selo
- Bašaid
- Iđoš
- Kikinda
- Mokrin
- Nakovo
- Novi Kozarci
- Rusko Selo
- Sajan

## Etnička struktura
- Srbi - 51.212 (76,43%)
- Mađari - 8.607 (12,84%)
- Jugoslaveni - 1.670 (2,49%)
- Romi - 1.564 (2,33%)
- ostali